# Scotopteryx obscuraria
Scotopteryx obscuraria är en fjärilsart som beskrevs av Rothke 1896. Scotopteryx obscuraria ingår i släktet backmätare, och familjen mätare. Inga underarter finns listade.